# 長野県道377号牛島綿内停車場線
長野県道377号牛島綿内停車場線（ながのけんどう377ごう うしじまわたうちていしゃじょうせん）は、長野県長野市を走る一般県道。

## 概要
長野県道34号長野菅平線の落合橋方面と、国道403号の須坂方面を短絡する路線である。
落合橋南詰交差点から、千曲川右岸の堤防上を進む。千曲川に犀川・赤野田川・保科川が合流する付近で堤防を下り、古屋交差点（国道403号交点）に至る。その先は、すべてほかの路線との重複区間となる。
堤防上を進むため、単独区間では古屋交差点直前を除き全線1.5車線で、歩道はない。

### 路線データ
- 起点：長野市若穂牛島（落合橋南詰交差点＝長野県道34号長野菅平線交点）
- 終点：長野市若穂綿内（旧長野電鉄屋代線綿内駅）
- 実延長：991m

### 主要構造物
- 双川橋（ふたかわばし＝長野市若穂牛島 - 若穂綿内）
  - 全長 - 52.7m
  - 幅員 - 7.5m（車道1.5車線・歩道無し）

保科川に架かる橋梁。1968年（昭和43年）完成。保科川はこの橋のすぐ下流で赤野田川を併せたうえで、千曲川に注ぐ。

## 重複区間
- 国道403号（古屋交差点・綿内駅入口交差点間）
- 長野県道378号小出綿内停車場線（若穂綿内地籍・綿内駅間）
- 長野県道347号村山綿内停車場線（綿内駅入口交差点・綿内駅間）

## 交差・接続する道路
- 落合橋南詰交差点（長野市若穂牛島＝起点）
  - 長野県道34号長野菅平線
- 古屋交差点（長野市若穂綿内）
  - 国道403号（谷街道） - ※重複区間ここから
- 称名寺南付近（長野市若穂綿内）
  - 長野県道378号小出綿内停車場線 - ※重複区間ここから
- 綿内駅入口交差点（長野市若穂綿内）
  - 国道403号（谷街道） - ※重複区間ここまで
  - 長野県道347号村山綿内停車場線 - ※重複区間ここから
- 綿内駅前（長野市若穂綿内＝終点）
  - 長野県道347号村山綿内停車場線 - ※重複区間ここまで
  - 長野県道378号小出綿内停車場線 - ※重複区間ここまで

## 周辺
- 北野美術館
- 長野電鉄屋代線 綿内駅（2012年（平成24年）廃止）